# Gwatkins-nyest
A Gwatkins-nyest (Martes gwatkinsii) az emlősök (Mammalia) osztályának ragadozók (Carnivora) rendjébe, ezen belül a menyétfélék (Mustelidae) családjába és a rozsomákformák (Guloninae) alcsaládjába tartozó, Dél-Indiában honos, ragadozó emlősfaj.

## Megjelenése

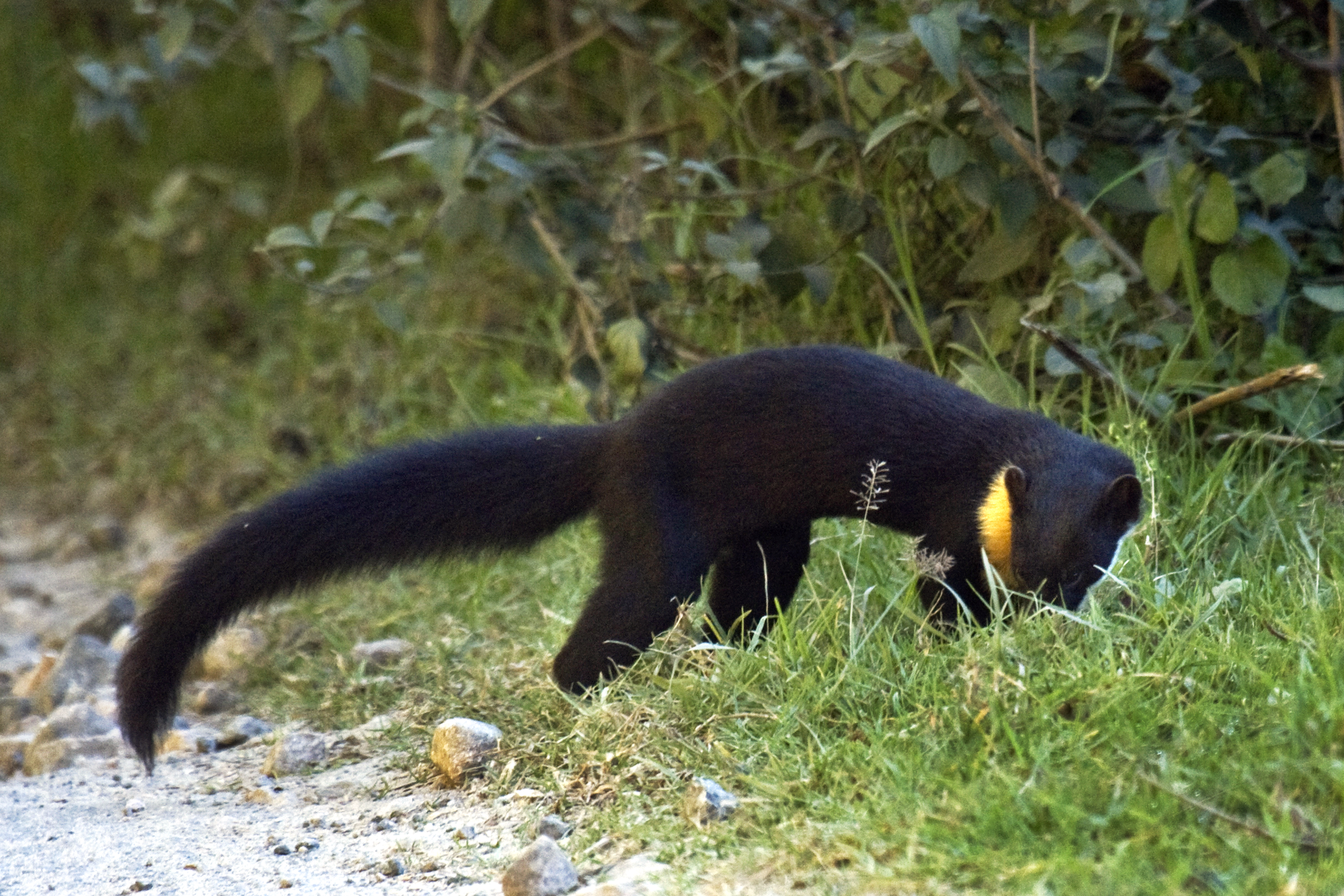

A Gwatkins-nyest átlagos testsúlya 2,1 kg, testhossza 55–65 cm, amihez még 40–45 cm-es farka is hozzájárul. Törzse hosszú és hajlékony, lábai viszonylag rövidek. Kis feje háromszögletű, fülei kicsik és kerekek. Homloka jellegzetes módon kissé behorpad. Farka hosszú és bozontos, ami segít futás és ugrás közben megtartani az egyensúlyát. Karmai erősek és félig visszahúzhatóak. Talpai szőrösek. Sűrű és puha bundája teljes egészében sötétbarna vagy fekete, kivéve a torkán és mellén található, feltűnő, élénksárga vagy narancsszínű foltot.
Sokáig közeli rokona, a sárgatorkú nyest alfajának tartották.  

## Elterjedése
Dél-Indiában honos, a Nyugati Ghát-hegység erdeiben, 300 és 2600 m tengerszint fölötti magasság között.    

## Életmódja

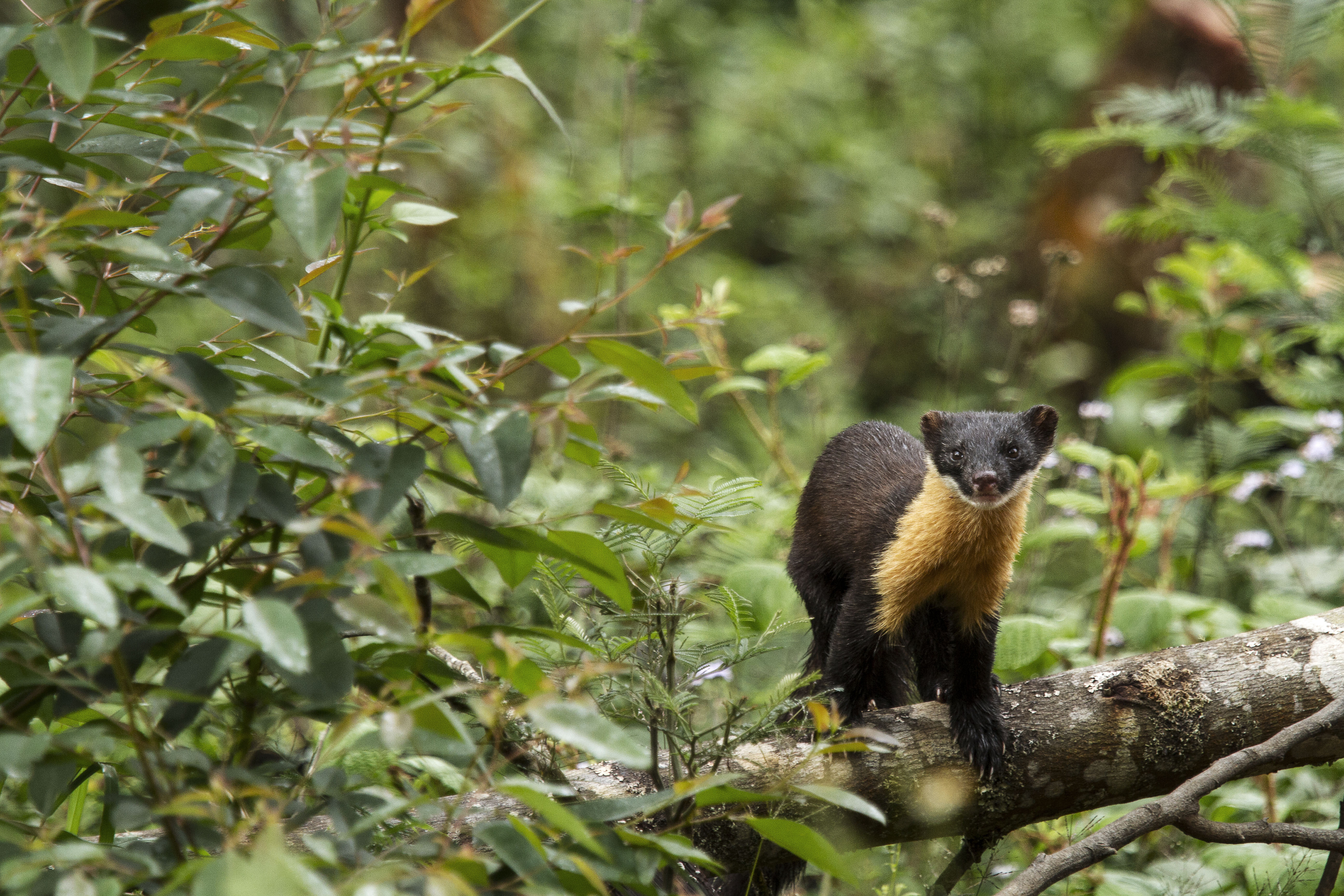

A Gwatkins-nyest a dél-indiai hegyek örökzöld erdeiben és a lombhullató trópusi erdőkben él, de megfigyelték ültetvényeken, réteken, mocsarakban is. Igen jól mászik fára és hosszú farkával egyensúlyozva képes egyik fáról a másikra átugrani. Territoriális állat, területének határát vizeletével és szagmirigyeivel jelöli meg.
Nappal aktív. Feltehetően rokonához, a sárgatorkú nyesthez hasonlóan társas állat és kis csoportban vadászik. Csoportosan akár a kis termetű kancsilszarvasokat is el tudja ejteni. Opportunista ragadozó, megeszi a kisemlősöket, varánuszokat, kisebb gyíkokat és madarakat, de étrendjét rovarokkal, gyümölcsökkel, mézzel és nektárral is kiegészíti.
Szaporodási szokásai alig ismertek. Sok menyétféle poligám, legközelebbi rokona, a sárgatorkú nyest viszont monogám. Az utóbbi faj február-márciusban vagy június-augusztusban párzik, igen hosszú ideig, 220-290 napig vemhes és a nőstények 2-6 utódot hoznak világra.

## Természetvédelmi helyzete
A Gwatkins-nyest a Természetvédelmi Világszövetség Vörös listáján sebezhető státusszal szerepel. Megtalálható a washingtoni egyezmény III. függelékén is. Elterjedési területe kicsi és fragmentált, viszont mára nagy része természetvédelmi területekre esik. Korábban elsősorban azért irtották, mert a kiette a méhkasokból a mézet és a lárvákat, de mára ezt a gyakorlatot betiltották és populációja stabilizálódhatott. Ritkán kerül az ember szeme elé, ezért nehéz megítélni, hogy száma csökkenőfélben van-e. 